# ستيف كاردويل
ستيف كاردويل هو لاعب هوكي جليد كندي، ولد في 13 أغسطس 1950 في تورونتو في كندا.

## وصلات خارجية
- ستيف كاردويل على موقع دوري الهوكي الوطني (الإنجليزية)
- ستيف كاردويل على موقع EliteProspects.com (الإنجليزية)
- ستيف كاردويل على موقع HockeyDB.com (الإنجليزية)
- ستيف كاردويل على موقع Hockey-Reference.com (الإنجليزية)